# Cuci
Cuci (Kutyfalva en hongrois, Kokt en allemand) est une commune roumaine du județ de Mureș, dans la région historique de Transylvanie et dans la région de développement du Centre.

## Géographie
La commune de Cuci est située dans le sud-ouest du județ, sur la rive gauche du Mureș, sur le plateau de Târnava, à 5 km à l'est de Luduș et à 38 km au sud-ouest de Târgu Mureș, le chef-lieu du județ.
La municipalité est composée des cinq villages suivants (population en 2002) :
- Cuci (933), siège de la municipalité ;
- Dătășeni (427) ;
- După deal (0) ;
- Orosia (184) ;
- Petrilaca (650).

## Histoire
La première mention écrite du village date de 1331 sous le nom de Cutfolva.
La commune de Cuci a appartenu au royaume de Hongrie, puis à l'empire d'Autriche et à l'Empire austro-hongrois.
En 1876, lors de la réorganisation administrative de la Transylvanie, elle a été rattachée au comitat d'Alsó-Fehér dont le chef-lieu était la ville d'Alba Iulia.
La commune de Cuci a rejoint la Roumanie en 1920, au traité de Trianon, lors de la désagrégation de l'Autriche-Hongrie. Après le deuxième arbitrage de Vienne, elle a été de nouveau occupée par la Hongrie de 1940 à 1944, période durant laquelle la petite communauté juive fut exterminée par les nazis. Elle est redevenue roumaine en 1945.

## Politique
Le Conseil Municipal de Cuci compte 11 sièges de conseillers municipaux. À l'issue des élections municipales de juin 2008, Ilie Șuta (PSD) a été élu maire de la commune.
| Parti                                                | Nombre de conseillers |
| ---------------------------------------------------- | --------------------- |
| Parti social-démocrate (PSD)                         | 4                     |
| Parti démocrate-libéral (PD-L)                       | 3                     |
| Parti de la Nouvelle Génération - Chrétien-démocrate | 2                     |
| Parti national libéral (PNL)                         | 1                     |
| Union démocrate magyare de Roumanie (UDMR)           | 1                     |

## Religions
En 2002, la composition religieuse de la commune était la suivante :
- Chrétiens orthodoxes, 80,63 % ;
- Réformés, 12,90 % ;
- Pentecôtistes, 2,95 % ;
- Catholiques grecs, 1,45 % ;
- Catholiques romains, 1,27 %.

## Démographie
En 1910, la commune comptait 2 051 Roumains (71,59 %), 702 Hongrois (24,50 %) et 26 Allemands (0,91 %).
En 1930, on recensait 2 252 Roumains (75,02 %), 637 Hongrois (21,08 %), 13 Juifs (0,43 %) et 52 Tsiganes (1,73 %).
En 2002, 1 733 Roumains (78,71 %) côtoient 313 Hongrois (14,22 %) et 152 Tsiganes (6,90 %). On comptait à cette date 854 ménages et 830 logements.
| 1850  | 1880  | 1900  | 1910  | 1930  | 1956  | 1977  | 1992  | 2002  |
| ----- | ----- | ----- | ----- | ----- | ----- | ----- | ----- | ----- |
| 2 510 | 2 096 | 2 760 | 2 865 | 3 002 | 3 242 | 2 996 | 2 207 | 2 200 |

| 2007  | - | - | - | - | - | - | - | - |
| ----- | - | - | - | - | - | - | - | - |
| 2 177 | - | - | - | - | - | - | - | - |

## Économie
L'économie de la commune repose sur l'élevage (porcins) et l'agriculture (céréales, betterave à sucre, tabac, légumes) et l'arboriculture (noix, pommes). Une centrale thermique entrée en service en 1963 fonctionne sur le territoire communal qui compte aussi une fabrique de mobilier en matière plastique.

## Communications

### Routes
Cuci se trouve sur la route nationale DN15 (Route européenne 60) qui relie Târgu Mureș et Cluj-Napoca.

### Voies ferrées
Cuci est desservie par la voie ferrée Târgu Mureș-Războieni.

## Lieux et monuments
- Cuci, église réformée du XVe siècle (clocher de 1835).

- Cuci, église orthodoxe en bois des Sts Archanges (Sf. Arhangeli Mihail și Gavrili) de 1835.

- Cuci, château Degenfeld (XIXe siècle), entouré d'un vaste parc.

- Petrilaca, église réformée de 1782.